# Babadan (Ngajum)
Babadan is een bestuurslaag in het regentschap Malang van de provincie Oost-Java, Indonesië. Babadan telt 7113 inwoners (volkstelling 2010).